# Limenitis japonica
Limenitis japonica är en fjärilsart som beskrevs av Ménétriés 1857. Limenitis japonica ingår i släktet Limenitis och familjen praktfjärilar. Inga underarter finns listade i Catalogue of Life.